# Johannes Ittmann
Johannes Ittmann (* 26. Januar 1885 in Groß-Umstadt; † 15. Juni 1963 in Gambach) war ein evangelischer Missionar und Ethnologe aus Hessen.

## Leben
Ittmann, dessen Familie sich bis ins Mittelalter in den nördlichen Odenwald zurückverfolgen lässt – ein Vorfahr gleichen Namens war 1545 erster protestantischer Pfarrer im benachbarten Schaafheim gewesen, besuchte in Groß-Umstadt die Volksschule von 1891 bis 1899. Geprägt durch die Bibelstunden in seinem Elternhaus, das pietistischen Erweckungskreisen zugeordnet wird, trat er nach seiner Ausbildung zum Notariatsgehilfen von 1899 bis 1904 im gleichen Jahr in das Missionsseminar der Basler Mission ein, das er vom August 1904 bis April 1911 besuchte. 1907 bis 1908 musste er seinen Militärdienst ableisten. Ab 1911 studierte er bei Carl Meinhof an der Universität Hamburg Duala, wurde im selben Jahr nach Kamerun ausgesandt und arbeitete dort als Leiter einer Mittelschule der Basler Mission in Mangamba (Département Moungo, Region Littoral) bis 1914. Am 8. April heiratete er in Douala seine Frau Hanna Weygandt.
Durch Ausbruch des Ersten Weltkrieges musste er seinen Missionsdienst unterbrechen. Von November 1914 bis Januar 1915 war er in Kamerun und Großbritannien interniert. Von Januar bis Oktober 1915 war der nun 30-jährige Ittmann Lehrer an der Missions-Knabenschule in Basel. Ab November 1915 Sanitätssoldat im Reservelazarett Saarbrücken, kam er ab August 1916 bis November 1918 als Sanitätsunteroffizier nach  Konstantinopel. Das Kriegsende erlebte er 1918 in Versailles.
Ittmann war nach Kriegsende von Ende November 1918 bis Mai 1925 als Pfarrverwalter in Mittel-Seemen tätig. Ab 1925 kam es zum Neubeginn seiner Arbeit in Kamerun. Dazwischen war er von Mai 1925 bis August 1926 als Reiseprediger der Basler Mission in Bad Hersfeld unterwegs. Vom 23. August bis 10. Dezember 1926 hielt Ittmann sich am Missionsseminar Kingsmead in Selly Oak bei Birmingham auf.
Zum Jahreswechsel ging er wieder für drei Jahre nach Kamerun als Schulinspektor. Ab Februar 1930 hatte er einen einjährigen Heimatdienst, wohnte in dieser Zeit in Allschwil bei Basel. Im Sommer desgleichen Jahres verband er das mit einem Sommersemester des Studiums der Theologie in Basel. Ende Februar 1931 erreichte er wieder Kamerun. Sein dritter Aufenthalt dauerte bis zum Juni 1934. Die letzten zwei Jahre als Präses (Feldleiter) vorwiegend in der Region Südwest-Kamerun. Zum 1. März 1934 trat er im kamerunischen Buea der NSDAP bei (Mitgliedsnummer 3.401.108). Ab Juni 1934 hatte er erneut einen 14-monatigen Heimatdienst in und um Darmstadt, wo er ab September seinen Wohnsitz nahm. Dem folgte ab August 1935 sein vierter Kamerun-Aufenthalt bis zum März 1938, gefolgt von erneuten 13 Monaten Heimatdienst. Ab Juni 1939 war Ittmann zum fünften und letzten Mal in Kamerun tätig, erneut als Präses.
Der Kriegsbeginn 1939 führte auch zu Kämpfen in Afrika. Ab August 1940 war Ittmann in britischer Internierung in Nigeria und Jamaika, wo er als Geistlicher der Internierungslager in Umuahia und später in Kingston eingesetzt wurde. Seine Entlassung am 23. Dezember führte ihn zurück in seine Heimatstadt Groß-Umstadt, da seine Wohnung in Darmstadt seit 1944 ausgebombt war.
Nach dem Zweiten Weltkrieg und der Rückkehr aus der Internierung 1946 kam es am 21. Februar 1947 zur Zwangspensionierung durch den deutschen Zweig der Basler Mission, vermutlich um ihre Ablehnung des Nationalsozialismus deutlich zu machen. Ittmann soll sich zu Unrecht diskriminiert gefühlt haben. Er sah darin ein „Opfer für die Ökumene“, um den deutschen Zweig der Basler Mission international wieder gesellschaftsfähig zu machen.
Er war dann von Juni 1948 bis zu seiner Pensionierung Ende Januar 1955 als Pfarrverwalter in Groß-Umstadt tätig. Zwei weitere Jahre mit Dienstauftrag in Umstadt anschließend, siedelte er am 16. Oktober 1957 nach Mainz um. Am 15. Juni 1963 starb er in Gambach/Oberhessen.

## Werke
Ittmann folgte den Ansätzen Bruno Gutmanns, die afrikanischen Religionen als Schöpfung Gottes zu betrachten, als praperatio evangelica. Das mehrere Tausend Druckseiten umfassende Werk besteht überwiegend aus Forschungsarbeiten über Kameruner Sprachen, besonders zu Duala. Umfangreiche Veröffentlichungen über Ethnologie und Religionsethnologie Kameruns und ein missionswissenschaftliches Werk runden das Schaffen ab. Ittmann verstarb 1963, kurz vor der Verleihung einer theologischen Ehrendoktorwürde. Seine Feldforschung machte Ittmann zu einem Materialsammler Kameruner bzw. Afrikanischer Theologie – seine Arbeiten zum afrikanischen Gottesbild waren wegweisend für die theologische Erforschung afrikanischer Religionen.
In seinen Werken ist eine differenzierte Wandlung vom Missionar zum Ethnologen feststellbar.
Die im Archiv der Basler Mission lagernden, meist noch unveröffentlichten Materialien, werden an der Humboldt-Universität zu Berlin ausgewertet.

## Veröffentlichungen (Auswahl)
- Wörterbuch der Duala-Sprache (Kamerun), (= Afrika und Übersee Beiheft 30), Dietrich Reimer Verlag, Berlin 1976, 675 Seiten
- mit Carl Meinhof: Grammatik des Duala (Kamerun), Dietrich Reimer Verlag, Berlin 1939, 250 Seiten
- Krokodil und Löffel – Die Geschichte zweier Kameruner Missionsschüler, Band 2, Ankerbücher, Evang. Missionsverlag, Stuttgart/Basel 1920, 64 Seiten
- Nana. Eine Erzählung aus Kamerun. Evang. Missionsverlag, Stuttgart 1925, 93 Seiten
- Mein Freund Leopard: eine Erzählung aus Kamerun. Evang. Missionsverlag, Stuttgart 1926, 78 Seiten
- Krokodil und Löffel: die Geschichte zweier Kameruner Missionsschüler. (Anker-Bücher 2), Evang. Missionsverlag, Stuttgart 1928, 63 Seiten
- Aus dem Rätselschatz der Kosi, (aus: Sonderdruck aus: Zeitschrift für Eingeborenensprachen; 21.1930, Heft 1), Dietrich Reimer Verlag, Berlin 1930, 29 Seiten
- Zeiten und Zeichen im vorderen Kamerun. In Wilhelm Öhler (Hrsg.): Evangelisches Missionsmagazin, Neue Folge, 74. Jahrgang, Heft 7, Verlag der Basler Missionsbuchhandlung in Basel, für Deutschland: Evang. Missionsverlag, Stuttgart Juli 1930, S. 213–219
- Sprichwörter der Nyang, (aus: Sonderdruck aus: Zeitschrift für Eingeborenensprachen; 22.1932, Heft 2-4), Dietrich Reimer Verlag, Berlin 1932, 63 Seiten
- Ke̱nyaṅ, die Sprache der Nyang, (aus: Sonderdruck aus: Zeitschrift für Eingeborenensprachen; 26.1936, Heft 1-4), Dietrich Reimer Verlag, Berlin 1936, 130 Seiten
- Volkskundliche und religiöse Begriffe im nördlichen Waldland von Kamerun, Dietrich Reimer Verlag, Berlin 1953, 63 Seiten
- Gottesvorstellung und Gottesnamen im nördlichen Waldland von Kamerum. In: Internationale Zeitschrift für Völker- und Sprachenkunde, Sonderabdruck Band 50, 1955, Fribourg 1955, 264 Seiten
- Regenschirm geht auf Walfang. Erlebtes aus Kamerun. Evang. Missionsverlag, Stuttgart 1957, 15 Seiten
- Von den Grundlagen der Welt-und Lebensanschauung in Süd-Kamerun, in Zeitschrift Anthropos (Internationale Zeitschrift für Völker- und Sprachenkunde), Bd. 58, Heft 5./6. (1963), Nomos Verlagsgesellschaft mbH, S. 661–676 JSTOR:40456039
- Sprichwörter der Kundu (Kamerun), (= Veröffentlichungen der Deutschen Akademie der Wissenschaften zu Berlin, Institut für Orientforschung, Bd. 75), Akademie-Verlag, Berlin 1971, 301 Seiten